# 烤焦麵包
烤焦麵包（日语： Kogepan）是San-X公司的動畫角色，在系列漫畫、動畫和書籍中登場。該角色是一個住在一家日本麵包店的被烤焦的紅豆麵包，它在一次烤製中跌落烤爐而成爲烤焦麵包。它不斷嘗試與麵包店中的其他糕點交朋友并保持來往。
烤焦麵包所處的麵包店中還有一些其他的角色，包括草莓麵包（いちごパン）、漂亮麵包（キレイパン）、烤焦奶油麵包（クリームぱん）、和比烤焦麵包更焦的炭燒麵包（スミぱん）。

## 設定
烤焦麵包是由高橋美起於1999年6月所設計，原設定是一塊用優質北海道十勝平野原產最高級小豆製造而成的豆沙麵包，每日只限定售出20個。可惜因爲麵包師傅的失誤，讓本來十分名貴的麵包成了被燒焦的麵包，變成不能賣出的商品，這讓烤焦麵包受到了很大的打擊，覺得麵包的人生已經完結，從此過着自暴自弃的生活。
烤焦麵包不時遭到其他麵包投以奇異目光，直到他遇見了草莓麵包、漂亮麵包、奶油麵包、炭焦麵包等其他的角色，才發覺作爲一個好賣麵包的人生雖然已經結束，但作爲一個好麵包的人生才要開始，只要和同伴們在一起，人生必定會走的非常快樂。

## 烤焦麵包家族登場角色
烤焦麵包
被烤焦的紅豆麵包，內餡採北海道十勝的高級紅豆。臉部總面無表情，對任何事都顯的馬虎，對事情放棄的速度也快。
奶油麵包
被烤焦的奶油麵包，內餡採北海道新鮮生乳製成。性格爽朗大方，烤焦麵包好朋友，不過出產自不同的麵包店，特徵是經常拿著牛奶，在麵包世界，飲牛奶就好比人類飲酒而且還會酒醉。
炭燒麵包
外表像個黑炭的麵包，對任何事都很沉默，但一旦心情好便會滔滔不絕、說個不停。
美乃滋麵包
被烤焦的美乃滋麵包。性格優柔寡斷，對任何事都無法定下決定。
法國麵包
被烤焦的法國麵包。頭很大，常重心不穩，但為人善良。
麵包棒
被烤焦的麵包棒。個子高到無法與他人四目相對。喜歡獨自行動。但不知為何，有一堆漂亮麵包粉絲。
吐司麵包
被烤焦的吐司麵包。不知為何，個性極為內向，易受打擊。也因個頭大時常跌倒。
巧克力麵包
被烤焦的巧克力麵包。非常愛撒嬌。
蒸麵包
蒸過頭的麵包。摸到軟綿綿的東西就會哭。
芝麻麵包
被烤焦的芝麻麵包。長的和烤焦麵包很像，但個性卻有點不老實。
葡萄麵包捲
被烤焦的麵包捲，熱衷於武士道。與人交談也常以敬語為主。

## 漂亮麵包家族登場角色
漂亮麵包
烤得非常漂亮的紅豆麵包。
漂亮奶油麵包
烤得非常漂亮的奶油麵包。
黑糖麵包
烤得非常漂亮的黑糖麵包，內餡採沖繩出產的黑糖，個子也比其他麵包稍大點。
哈密瓜麵包
烤得非常漂亮的哈密瓜麵包，內餡採北海道夕張出產的哈密瓜，比較愛說話。
草莓麵包
烤得非常漂亮的草莓麵包，做事十分有幹勁，獨占麵包銷售量第一。
咖哩麵包
油炸得非常漂亮的咖哩麵包，內餡採道地的印度咖哩，很愛批評別的麵包，但都不是故意的。對自己的要求也是嚴格。
鮮莓麵包
在草莓季時登場的新麵包。總是有為人著想的貼心面。
炒麵麵包
在長型麵包中夾入大量關西炒麵的麵包，只要看到客人，就會主動靠過去，所以一到中午過後就賣完了。
牛角麵包
以層層摺疊奶油與麵皮組合出的麵包。其口感可追隨到17世紀的奧地利，因個性問題，常有無謂的煩惱。
蘋果麵包
內餡是熬煮過的蘋果塊及果醬，因採用青森出產的蘋果，說話帶有家鄉口音。
朱古力麵包
「朱古力特賣會」的新產品。採用法國高級巧克力製成。
白朱古力麵包
與朱古力麵包搭檔。採用法國白巧克力製成。
豆沙包
內餡採用十勝的高級紅豆，因為待在蒸爐，個性有點遲鈍，這是包子類麵包的通病。
肉包
使用充滿肉汁的豬絞肉、竹筍、香菇等作內餡。
咖哩包
咖哩辣度溫和，拿慢火炒成金黃色的洋蔥及多汁的絞肉為內餡。

## 外部連結
- http://www.san-x.co.jp/pan/index.html （页面存档备份，存于） （日語）
- （日語）